# Maison Schiller
Maison Schiller (en allemand: Schillerhaus) est une petite ancienne ferme située dans le quartier Gohlis de Leipzig (Menckestrasse 42). Le poète Friedrich Schiller vécut à l'étage supérieur de la maison à l'été 1785. Ici, il travailla sur le deuxième acte de Don Carlos, édita Fiesco et écrivit la première version de poème Ode à la joie, qu'il poursuivit plus tard à Dresde.

## Musée
Le bâtiment est la plus ancienne maison de Gohlis et un site commémoratif qui est une branche du musée d'histoire de la ville de Leipzig. L'exposition de la maison, composée d'environ 100 pièces, est consacrée aux œuvres littéraires et aux représentations théâtrales de Leipzig du célèbre poète. La Maison Schiller présente le lien du poète avec Leipzig, et reconstitue brillamment un intérieur saxon du XVIIIe siècle. Pendant les mois d'été, des représentations de théâtre, des concerts ou des lectures ont lieu dans le cottage garden nommé Schillergarten.

## Histoire du bâtiment

### Les premières années de la maison
Le bâtiment a été construit en 1717 comme maison principale de plain-pied (écurie résidentielle) d'une petite ferme à trois côtés dans ce qui était alors le village de Gohlis, en argile à l'aide d'une bauge. Il se composait d'un séjour, d'un couloir (cuisine noire) et d'une écurie. Dans la seconde moitié du XVIIIe siècle, le bâtiment a été remanié pour créer un logement supplémentaire pour les hôtes d'été. L'écurie a été transformée et le bâtiment agrandi.

### L'époque de Schiller à la Maison Schiller
Schiller, alors âgé de 25 ans, vécut dans les pièces supplémentaires de la maison du 7 mai au 11 septembre 1785. La visite était basée sur une invitation du cercle d'amis autour de l'avocat Christian Gottfried Körner. Au même moment, l'éditeur Georg Joachim Göschen, qui avait aménagé le logement de Schiller, vivait dans l'ancienne écurie du bâtiment.

### Redécouverte et impact de l'association Schiller

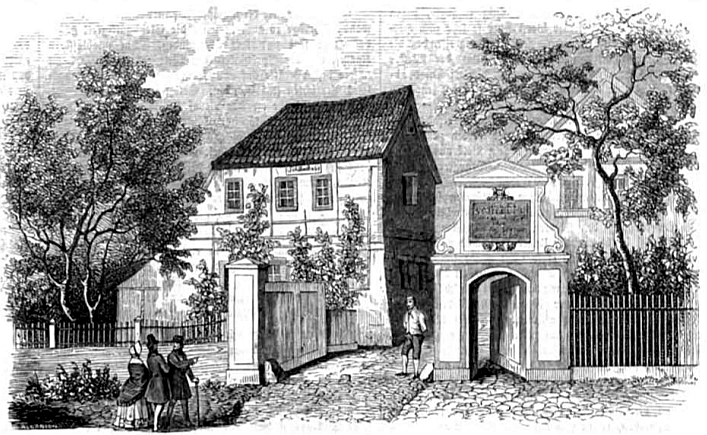
Maison Schiller en 1843

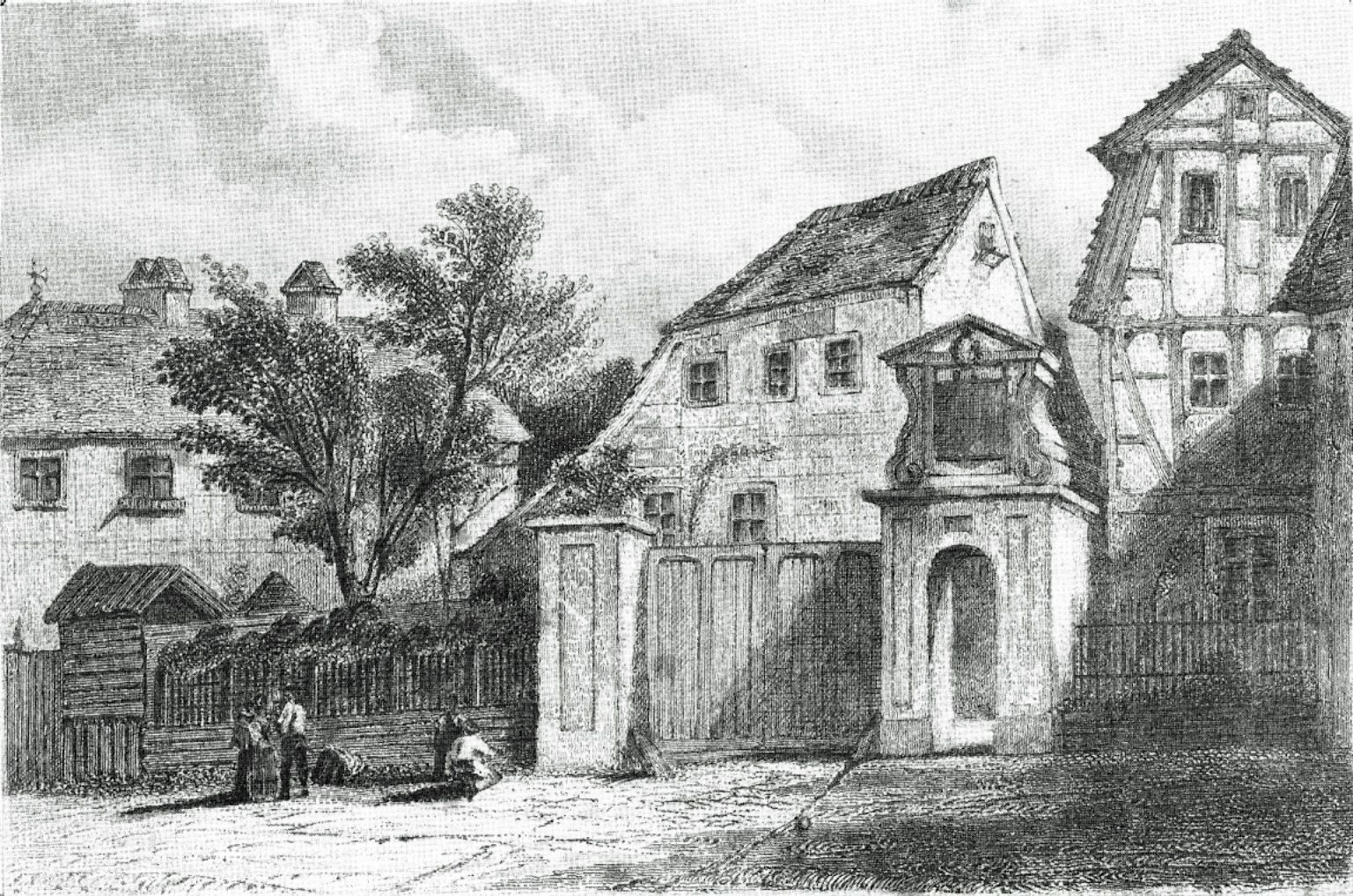
Maison Schiller sur une gravure sur acier d' Albert Henry Payne, vers 1850, faisant partie d'une collection de 20 gravures à motifs de Leipzig

En 1841, à l'initiative de Robert Blum, secrétaire du théâtre de Leipzig et l'un des pionniers de la révolution de mars, la Maison Schiller fut redécouverte comme lieu de travail de Schiller, après quoi un mémorial fut érigé,. Elle a été inaugurée le 11 novembre 1841 avec l'inauguration solennelle de la porte d'honneur nouvellement construite avec la plaque commémorative « Schiller a vécu ici et a écrit l'ode à la joie en 1785 ». Le 24 octobre 1842, l'Association Schiller de Leipzig est fondée par Robert Blum. En 1848, la Schillerstube fut ouverte au public. En 1856, la maison fut menacée de démolition et de vente aux enchères, après quoi le Schillerverein acquit le bâtiment pour 2 150 thalers grâce aux dons et à l'engagement financier d'un membre du conseil d'administration. Ce membre du conseil d'administration était l'historien Heinrich Wuttke. Au cours des trois années suivantes, le bâtiment et ses espaces extérieurs ont subi d'importants changements structurels. En 1864, l'inscription au registre foncier du Schillerverein fut effectuée. Selon les statuts, la maison devenait propriété de la ville lorsque l'association était dissoute si la ville s'engageait à utiliser le bâtiment comme mémorial. D'autres réparations structurelles et mesures de refonte ont été effectuées dans les années 1896/97, 1911 et 1929-1934. En 1911, l'Arc d'Honneur fut reconstruit selon le style ancien par l'architecte Max Langheinrich. Le 4 décembre 1943, lors du bombardement de la ville, une bombe-bâton perça le toit et resta coincée dans l'ancienne chambre de Schiller. Cette bombe pourrait être retirée. Des objets exposés de valeur ont ensuite été transférés à la cathédrale de Wurzen, dont certains sont considérés comme perdus pendant la guerre.

### Maison Schiller à l'époque de la RDA
En 1949, le gouvernement du Land de Saxe dissout l'association Schiller et place la Maison Schiller sous le contrôle du Kulturbund der DDR. Le bâtiment appartenait désormais à la ville de Leipzig. En 1961, la Schillerhaus devient une filiale du Musée historique de la ville de Leipzig. Dans les années 1966-69 et 1985-89, d'autres réparations de la maison châtelaine (dépendance), de la maison principale et une nouvelle conception de la cour et du jardin ont eu lieu, ce qui a considérablement altéré l'aspect historique et a irrémédiablement supprimé la structure en plâtre et les couleurs historiques.

### La Maison Schiller après la réunification allemande

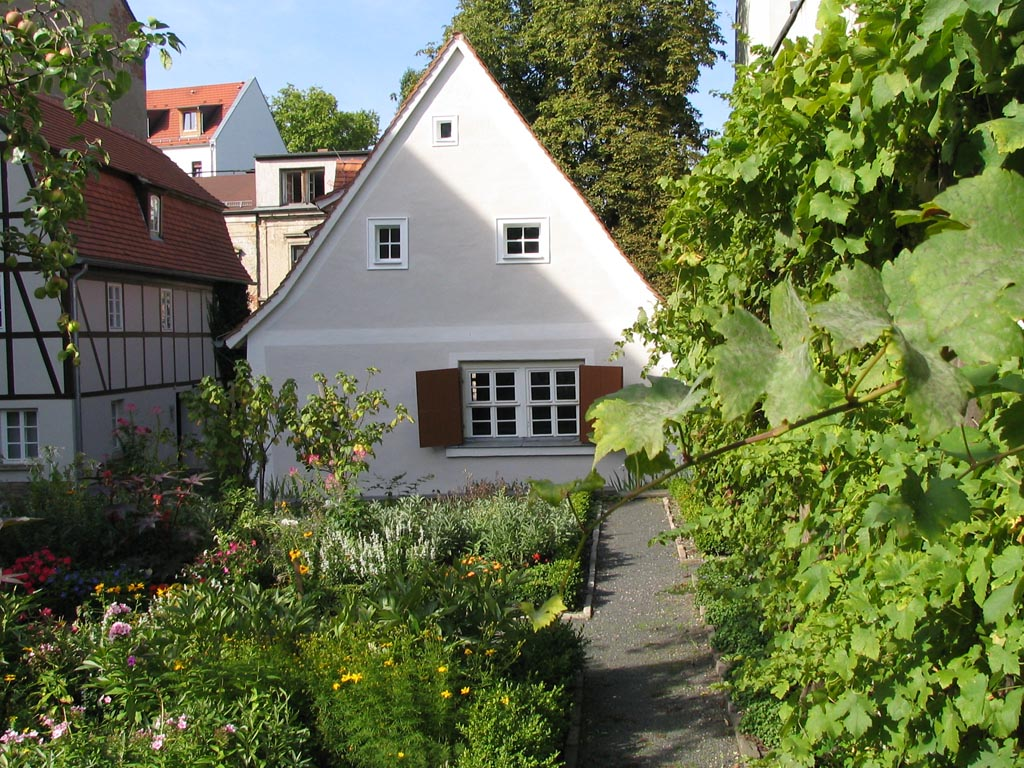
Maison Schiller vu de Schillerweg

En 1995, la Schillerhaus a dû être fermée en raison du risque d'effondrement. En 1997/98, de vastes recherches architecturales, archéologiques et de restauration ont suivi avec des fonds publics et privés, suivies par la préservation et la restauration des monuments. Le Schillerhaus a été rouvert le 28 octobre 1998. En 2002, la ville de Leipzig réhabilita son jardin potager selon le schéma d'époque.
En avril 2023, après plusieurs mois de fermeture, la Maison Schiller a rouvert avec une exposition permanente révisée intitulée Götterfunke.